# Luwsandschambyn Mördordsch

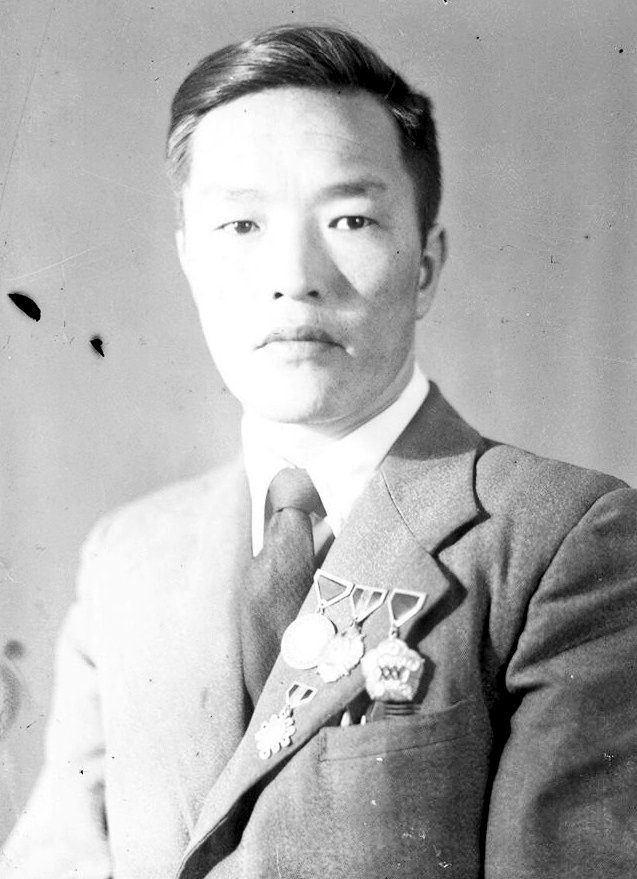
Luwsandschambyn Mördordsch

Luwsandschambyn Mördordsch (mongolisch Лувсанжамбын Мөрдорж, wiss. Transliteration Luvsanžambyn Mördorž; * 15. September 1919 in Ulaanbaatar; † 1996)  war ein mongolischer Komponist.
Er komponierte die Nationalhymne der Mongolei. Er war in den 1950er und 1960er Jahren einer der führenden Komponisten der Mongolei, schrieb Opern, Symphonien und über 30 Filmmusiken.